# Mateusz Morawiecki
Mateusz Jakub Morawiecki (* 20. června 1968, Vratislav) je polský historik, ekonom, politik a v letech 2017–2023 předseda vlády Polska nominovaný stranou Právo a spravedlnost, jejímž se v roce 2016 stal členem.
Otec Kornel Morawiecki byl fyzik, politik a disident komunistického režimu.

## Životopis

### Mládí
Narodil se 20. června 1968 ve Vratislavi jako třetí dítě Jadwigy Morawiecké a fyzika, politika a disidenta Kornela Morawieckého. Od roku 1981 se účastnil protirežimních opozičních aktivit. Podílel se taktéž na tvoření protikomunistických nápisů na zdech, strhávání vlajek, rozlepování a roznášení opozičních plakátů a letáků. V letech 1983–1986 byl několikrát vyslýchán z důvodu protirežimních aktivit otce. Od roku 1986 publikoval pod různými pseudonymy vlastní protirežimní články v undergroundových novinách.

### Vzdělání
Roku 1987 zakončil IX Liceum Ogólnokształcące im. Juliusza Słowackiego ve Vratislavi. V roce 1992 absolvoval magisterské studium historie na Fakultě filozofie a historie Vratislavské univerzity, na které se účastnil protikomunistických protestů.
Studoval taktéž na Vratislavské polytechnice a americké Central Connecticut State University. Roku 1995 získal diplom Master of Business Administration na Vratislavské ekonomické akademii. Stejný rok dokončil postgraduální studium evropského práva a ekonomické integrace na Habsburské univerzitě. Mezi jeho další dokončené vysoké školy patří Basilejská univerzita a Kellogg School of Managment na Northwesternské univerzitě.

### Soukromý život
Jeho manželkou je Iwona Morawiecka, se kterou má celkem čtyři děti.

### Předseda polské vlády
V první polovině prosince 2017 platil jako úřadující polský místopředseda vlády a také ministr financí za vážného uchazeče na úřad předsedy polské vlády za svoji odstupivší stranickou kolegyni Beatu Szydłovou (PiS). Ta posléze dne 8. prosince 2017 na základě podané demise do rukou polského prezidenta Andrzeje Dudy sama odstoupila z výkonu svého premiérského úřadu a ten pak Mateusze Morawieckého ještě téhož dne jmenoval polským předsedou vlády.
Ihned při nástupu do úřadu na začátku ledna roku 2018 odvolal – jako nově jmenovaný předseda polské vlády – z funkce Antoniho Macierewicze, dosavadního ministra obrany, Witolda Waszczykowského, dosavadního ministra zahraničních věcí, a také profesora Jana Szyszku, dosavadního ministra životního prostředí, zodpovědného za spory s Bruselem kvůli kácení v Bělověžském pralese.
Morawiecki vyvolal v únoru 2018 pobouření, když prohlásil, že se židovští pachatelé podíleli na genocidě Židů během holokaustu. Jeho výroky odsoudil izraelský premiér Benjamin Netanjahu. Podle izraelského politika Ja'ir Lapida je tvrzení polského premiéra „antisemitismem nejstaršího druhu. Pachatelé nejsou oběti. Židovský stát nepřipustí, aby byli vraždění obviňováni ze své vlastní vraždy.“